# Pyrofore stof
Pyrofore stoffen (uit het Grieks: pur (πῦρ), vuur; phoros (φορός), dragend) zijn stoffen die bij kamertemperatuur spontaan ontbranden aan de lucht.
De exotherme reactie met zuurstof uit de lucht is een oxidatiereactie, die dermate snel verloopt, dat een dergelijke stof tot gloeien of zelfs tot ontbranden wordt gebracht. Voorbeelden van pyrofore stoffen zijn witte fosfor en een aantal metaalpoeders, waaronder ijzerpoeder. Het relatief grote contactoppervlak van het poeder zorgt voor de hoge snelheid van de reactie.